# Verjux
Verjux település Franciaországban, Saône-et-Loire megyében. Lakosainak száma 508 fő (2022. január 1.). Verjux Allerey-sur-Saône, Damerey, Gergy, Saint-Maurice-en-Rivière és Verdun-Ciel községekkel határos.

## Népesség
A település népessége az elmúlt években az alábbi módon változott:
| Lakosok száma | 525  | 529  | 544  | 528  | 522  | 516  | 510  | 506  | 508  |
|               | 2013 | 2015 | 2016 | 2017 | 2018 | 2019 | 2020 | 2021 | 2022 |